# Dorota Piotrowska
Dorota Piotrowska (* 1984 in Lubin) ist eine polnische Jazzmusikerin (Schlagzeug, Komposition).

## Wirken
Piotrowska studierte zunächst an der Universität Wrocław, wo sie 2006 ihren Bachelor of Arts in französischer Philologie erhielt. Bereits während ihres Sprachenstudiums spielte und tourte sie mit einem kubanischen Ensemble. Sie entschied sich, am Conservatorium van Amsterdam zu studieren, wo sie mit der Musik von Ralph Peterson vertraut gemacht wurde. Sie nahm Unterricht bei Peterson, der dann ihr Mentor wurde, in Groningen. 2010 schrieb sie sich für ein Austauschprogramm an der Long Island University in Brooklyn ein; sie wechselte dann an die New School, wo sie 2012 einen Bachelor of Arts in Jazz Performance mit Schwerpunkt Schlagzeug erwarb. Ihr Interesse an der internationalen Politik führte zur Aufnahme eines politikwissenschaftlichen Masterstudiums, das sie 2015 an der Colin Powell School for Civic and Global Leadership des City College of New York abschloss. 
Seit 2010 lebt die Künstlerin in New York, wo sie im Bereich der Klassik in der Carnegie Hall mit Bob Chilcott und in der Lincoln Center Avery Fisher Hall mit Will Todd auftrat. Im Bereich des Jazz spielte sie mit Musikern wie George Garzone, Sam Newsome, Stacy Dillard, Lafayette Harris, Benito Gonzalez, Anthony Wonsey, Greg Lewis, Carlo DeRosa und den Curtis Brothers.
2013 trat Piotrowska mit ihrer Band und Jeremy Pelt beim Jazz nad Odra Festival auf. In den folgenden Jahren konzertierte sie mit ihrer Band beim Adi Jazz Festival in Łódź, dem Ethno Jazz Festival in Wrocław und an anderen Orten. 2015 begann sie eine Zusammenarbeit mit der polnischen Soulsängerin Ewa Uryga. Im November 2016 nahmen sie im polnischen Radio ein Live-Album auf. Zusammen mit Mark Soskin und Luques Curtis ist die Band in ganz Polen aufgetreten und spielte beim Komeda Jazz Festival und bei Jazz Od Nowa Festival. Auch trat sie mit Sisters in Jazz auf.

## Diskographische Hinweise
- Nicole Johänntgen, Ellen Pettersson, Ingrid Hagel, Ellen Andrea Wang, Izabella Effenberg, Naoko Sakata, Dorota Piotrowska: Sisters in Jazz (2016)
- Cæcilie Norby, Rita Marcotulli, Nicole Johänntgen, Hildegunn Øiseth, Dorota Piotrowska, Lisa Wulff: Sisters in Jazz (ACT 2019)